# Wacky Wheels
Wacky Wheels is een race-computerspel voor MS-DOS uit 1994 van Apogee Software. Het spel is humoristisch bedoeld in zowel spelbesturing als omgeving.

## Spelbesturing
De speler bestuurt een grasmaaier waarvan de chauffeur een dier is: reuzenpanda, eland, rund, eend, haai, wasbeer, olifant of tijger. De speler dient in de race egels en bommen te verzamelen. Deze kan men smijten naar de tegenstanders om hen zo vertragingen te laten oplopen.
In multiplayer-mode kan men het scherm in twee speelvelden laten splitsen.  Een andere mogelijkheid is om meerdere computers te verbinden over modem of rechtstreeks over de seriële poort.  In multiplayer heeft men nog twee speelmodi: ofwel racen zoals in singleplayer ofwel de tegenstander een vooraf gedefinieerd aantal keer raken met een egel.

## Licentie
Het spel kwam oorspronkelijk uit als shareware waar men een beperkt aantal dieren en parcours kon kiezen. Pas na registratie/aankoop van het spel kan men alle opties benutten.

## Vervolg
De rechten van Wacky Wheels zijn momenteel eigendom van Cascadia Games. Zij hebben de intentie om in 2015 een vervolg uit te brengen.